# Teresa Garcia (cineasta)
Teresa Garcia é uma cineasta portuguesa.

## Biografia
Bacharel em Cinema pela Escola Superior de Teatro e Cinema (1986). Trabalhou como script ou assistente de realização junto de realizadores como João César Monteiro, Manoel de Oliveira, António Campos, Margarida Gil, Serge Roullet, Jacques Ossang, Pierre-Marie Goulet, entre outros. Entre 1999 e 2001, faz parte do Departamento de Cinema e Audiovisual da Porto 2001 - Capital Europeia da Cultura.
Em 2000 é membro fundador da associação Os Filhos de Lumière vocacionada para a sensibilização ao cinema enquanto forma de expressão artística. 

## Filmografia
Realizou os filmes: 
- 2001 - A Dupla Viagem
- 2004 - A Casa Esquecida
- 2005 - O Caminho Perdido
- 2012 - A Tempestade
- 2017 - O Segredo da Casa Fechada